# 公務人員考試 (中華民國)
中華民國公務人員考試，是由考試院考選部所主辦的考試。它為國家考試之一，其可分為「高普初考」和「特考」兩類。

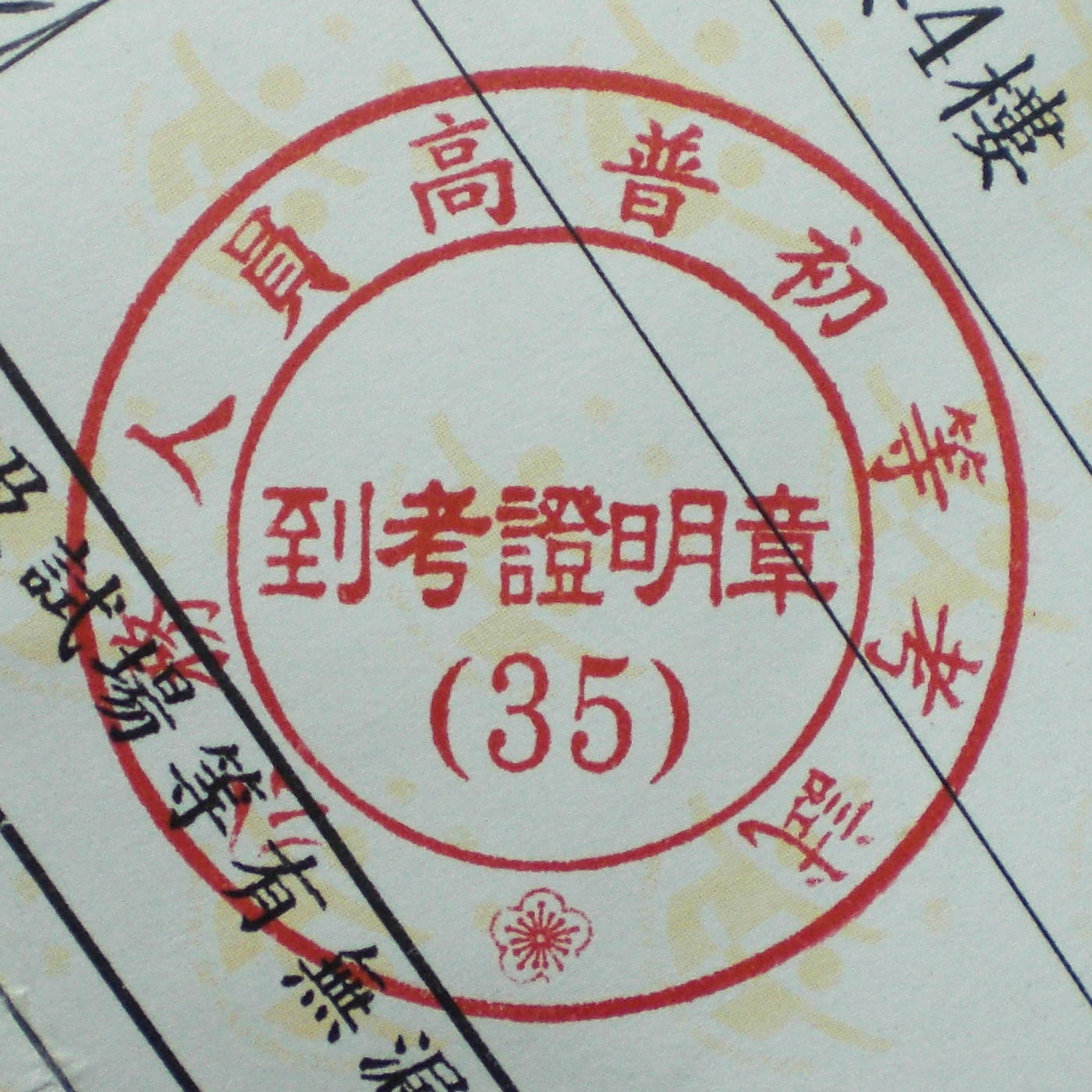
公務人員高普初等考試到考證明章2013年1月版

## 歷史
中華民國的文官考试制度始于北洋政府时期。

### 北洋政府
1916年6月，北洋政府在北京举办第一次文官高等考试。考试原则上每3年举行一次。1919年10月21日，北洋政府又举行第二次文官高等考试，共计录取行政官480名和外交官10名。
1917年4月，北洋政府在北京举行了第一次文官普通考试，共计录取295人。1920年9月举行了第二次文官普通考试。
北洋政府时期共举行了四届知事试验（地方官考試）。1914年2月第一届参加考试人员2418人，录取甲等73人，乙等311人，丙等235人。1914年4月第二届参加考试人员2,600余人，录取甲等49人，乙等295人，丙等128人。1914年8月第三届录取甲等116人，乙等508人，丙等162人。1915年4月第四届共录取甲、乙等851人。

### 南京国民政府时期
考试院的考选委员会專門負責公務員考试，它於1930年1月成立，考试院院长戴季陶兼任委员长。
南京国民政府时期的公务员考试主要分为公职候选人考试、任命人员考试和专门职业及技术人员的考试及检定考试等种类。其中任命人员考试分为高等考试、普通考试、特种考试3种。
高等考试每两年举行一次。举行高等考试时，成立审查委员会，对应考人专门资格进行审查。1931年7月第一届高等考试在南京举行。高等考试初期分为三试（三次考試）。第一试及格后才能参加第二试。第一试科目一般都要考兩門，分別為国文（论文、公文）和中國國民黨党义（三民主义、建国大纲、建国方略、中国国民党重要宣言及决议案）。第二试考专业科目。第三试主要进行面试。1933年10月在南京和北平举行第二届高等考试。1935年将第一试科目改为6门，增加了中国历史、中国地理等科目。自同年8月开始，考试分为二试（兩次考試）。第一试科目有专业科目和选试科目；第二试分笔试和口试。笔试为总理遗教、中国历史及地理、宪法等。口试就是面试。同年11月在南京、北平、西安、广州4处举行第三届高考。1936年因為是蒋介石50大寿，所以特意加一次第四届考试，1937年举行第五届考试。

## 種類

### 公務人員高等考試
簡稱「高考」，按學歷分為一級、二級、三級。錄取人員於任用機關和所屬機關服務3年後，才能轉調其他機關、公立學校任職。 

### 公務人員普通考試
簡稱「普考」，錄取者自委任第3職等任用。

### 公務人員初等考試
簡稱「初考」，不限制應考學歷，在過去一度成為熱門公務人員考試種類。但因職等和錄取率過低，近年報考人數大減，普初考轉調年限和高考同。

### 公務人員特種考試
簡稱「特考」，是為了機關特殊的任用需要所主辦的考試，需於任用機關和所屬機關服務6年才能轉調。共分為五個等級：
- 一等特考：等同於一級高等考試
- 二等特考：等同於二級高等考試
- 三等特考：等同於三級高等考試
- 四等特考：等同於普通考試
- 五等特考：等同於初等考試[2]

## 應考資格、任用職等
- 一級高等考試：具有博士或同等學歷始得應考，錄取者以薦任9職等任用。

- 二級高等考試：具有碩士或同等學歷始得應考，錄取者以薦任7職等任用。

- 三級高級考試：具有學士或同等學歷始得應考，錄取者以薦任6職等任用。

- 普通考試：具有高中、專科或同等學歷始得應考，錄取者以委任3職等任用。

- 初等考試：滿18歲之中華民國國民即可應考，錄取者以委任1職等任用。

## 參閱
- 国家公务员考试（中华人民共和国）

## 外部連結
- 中華民國考選部（中文）